# Metallurg Magnitogorsk
Metallurg Magnitogorsk (ryska: Металлург Магнитогорск) är en professionell ishockeyklubb i Magnitogorsk, Tjeljabinsk oblast, Ryssland, som spelar i Kontinental Hockey League sedan starten av ligan. Klubben grundades 1950 och har sedan 2007 Arena Metallurg som hemmaarena.

## Mästerskapstitlar
EHL mästare: (2): 1999, 2000

 Ryska mästare: (3): 1999, 2001, 2007

 Gagarin Cup: (1): 2014

 Europeiska klubbmästare:  (1): 2008

 Spengler Cup: (1): 2005